# Miss Univers
Miss Univers (în engleză „Miss Universum”) este un concurs de frumusețe care a fost creat în anul 1952 de către o firmă americană de textile. Scopul inițial era să facă concurență unui alt concurs, Miss World. R'bonney Gabriel UsA

## Lista câștigătoarelor
| Anul | Nume                   | Țara                       | Locul                                               |
| ---- | ---------------------- | -------------------------- | --------------------------------------------------- |
| 1952 | Armi Kuusela           | Finlanda                   | Long Beach, California, Statele Unite ale Americii  |
| 1953 | Christiane Martel      | Franța                     | Long Beach, California, Statele Unite ale Americii  |
| 1954 | Miriam Stevenson       | Statele Unite ale Americii | Long Beach, California, Statele Unite ale Americii  |
| 1955 | Hillevi Rombin         | Suedia                     | Long Beach, California, Statele Unite ale Americii  |
| 1956 | Carol Morris           | Statele Unite ale Americii | Long Beach, California, Statele Unite ale Americii  |
| 1957 | Gladys Zender          | Peru                       | Long Beach, California, Statele Unite ale Americii  |
| 1958 | Luz Marina Zuluaga     | Columbia                   | Long Beach, California, Statele Unite ale Americii  |
| 1959 | Akiko Kojima           | Japonia                    | Long Beach, California, Statele Unite ale Americii  |
| 1960 | Linda Bement           | Statele Unite ale Americii | Miami Beach, Florida, Statele Unite ale Americii    |
| 1961 | Marlene Schmidt        | Germania                   | Miami Beach, Florida, Statele Unite ale Americii    |
| 1962 | Norma Nolan            | Argentina                  | Miami Beach, Florida, Statele Unite ale Americii    |
| 1963 | Ieda Maria Vargas      | Brazilia                   | Miami Beach, Florida, Statele Unite ale Americii    |
| 1964 | Corinna Tsopei         | Grecia                     | Miami Beach, Florida, Statele Unite ale Americii    |
| 1965 | Apasra Hongsakula      | Thailanda                  | Miami Beach, Florida, Statele Unite ale Americii    |
| 1966 | Margareta Arvidsson    | Suedia                     | Miami Beach, Florida, Statele Unite ale Americii    |
| 1967 | Sylvia Hitchcock       | Statele Unite ale Americii | Miami Beach, Florida, Statele Unite ale Americii    |
| 1968 | Martha Vasconcellos    | Brazilia                   | Miami Beach, Florida, Statele Unite ale Americii    |
| 1969 | Gloria Diaz            | Filipine                   | Miami Beach, Florida, Statele Unite ale Americii    |
| 1970 | Marisol Malaret        | Puerto Rico                | Miami Beach, Florida, Statele Unite ale Americii    |
| 1971 | Georgia Risk           | Liban                      | Miami Beach, Florida, Statele Unite ale Americii    |
| 1972 | Kerry Anne Wells       | Australia                  | Dorado, Puerto Rico                                 |
| 1973 | Maria Margarita Moran  | Filipine                   | Atena, Grecia                                       |
| 1974 | Amparo Muñoz           | Spania                     | Manila, Filipine                                    |
| 1975 | Anne Marie Pohtamo     | Finlanda                   | San Salvador, El Salvador                           |
| 1976 | Rina Messinger         | Israel                     | Hong Kong                                           |
| 1977 | Janelle Commissiong    | Trinidad-Tobago            | Santo Domingo, Republica Dominicană                 |
| 1978 | Margarett Gardiner     | Africa de Sud              | Acapulco, Mexic                                     |
| 1979 | Maritza Sayalero       | Venezuela                  | Perth, Australia                                    |
| 1980 | Shawn Weatherly        | Statele Unite ale Americii | Seul, Coreea de Sud                                 |
| 1981 | Irene Sáez             | Venezuela                  | New York, N.Y., Statele Unite ale Americii          |
| 1982 | Karen Diane Baldwin    | Canada                     | Lima, Peru                                          |
| 1983 | Lorraine Downes        | Noua Zeelandă              | St. Louis, Missouri, USA                            |
| 1984 | Yvon Ryding            | Suedia                     | Miami, Florida, USA                                 |
| 1985 | Deborah Carthy-Deu     | Puerto Rico                | Miami, Florida, USA                                 |
| 1986 | Bárbara Palacios Teyde | Venezuela                  | Ciudad de Panamá, Panama                            |
| 1987 | Cecilia Bolocco        | Chile                      | Singapore                                           |
| 1988 | Porntip Nakhirunkanok  | Thailanda                  | Taipei, Taiwan                                      |
| 1989 | Angela Visser          | Țările de Jos              | Cancún, Mexic                                       |
| 1990 | Mona Grudt             | Norvegia                   | Los Angeles, California, Statele Unite ale Americii |
| 1991 | Lupita Jones           | Mexic                      | Las Vegas, Nevada, Statele Unite ale Americii       |
| 1992 | Michelle McLean        | Namibia                    | Bangkok, Thailanda                                  |
| 1993 | Dayanara Torres        | Puerto Rico                | Ciudad de México, Mexic                             |
| 1994 | Sushmita Sen           | India                      | Manila, Filipine                                    |
| 1995 | Chelsi Smith           | Statele Unite ale Americii | Windhoek, Namibia                                   |
| 1996 | Alicia Machado         | Venezuela                  | Las Vegas, Nevada, Statele Unite ale Americii       |
| 1997 | Brook Mahealani Lee    | Statele Unite ale Americii | Miami Beach, Florida, Statele Unite ale Americii    |
| 1998 | Wendy Fitzwilliam      | Trinidad-Tobago            | Honolulu, Hawaii, Statele Unite ale Americii        |
| 1999 | Mpule Kwelagobe        | Botswana                   | Chaguaramas, Trinidad-Tobago                        |
| 2000 | Lara Dutta             | India                      | Nicosia, Cipru                                      |
| 2001 | Denise Quiñones        | Puerto Rico                | Bayamón, Puerto Rico                                |
| 2002 | Oxana Fedorova (1)     | Rusia                      | San Juan, Puerto Rico                               |
| 2002 | Justine Pasek (1)      | Panama                     | San Juan, Puerto Rico                               |
| 2003 | Amelia Vega            | Republica Dominicană       | Ciudad de Panamá, Panama                            |
| 2004 | Jennifer Hawkins       | Australia                  | Quito, Ecuador                                      |
| 2005 | Natalie Glebova        | Canada                     | Bangkok, Thailanda                                  |
| 2006 | Zuleyka Rivera         | Puerto Rico                | Los Angeles, California, Statele Unite ale Americii |
| 2007 | Riyo Mori              | Japonia                    | Ciudad de México, Mexic                             |
| 2008 | Dayana Mendoza         | Venezuela                  | Nha Trang, Vietnam                                  |
| 2009 | Stefanía Fernández     | Venezuela                  | Nassau, Bahamas                                     |
| 2010 | Ximena Navarrete       | Mexic                      | Las Vegas, Statele Unite ale Americii               |
| 2011 | Leila Lopes            | Angola                     | São Paulo, Brazilia                                 |
| 2012 | Olivia Culpo           | Statele Unite ale Americii | Las Vegas, Statele Unite ale Americii               |
| 2013 | Gabriela Isler         | Venezuela                  | Moscova, Rusia                                      |
| 2014 | Paulina Vega           | Columbia                   | Miami, Statele Unite ale Americii                   |
| 2015 | Pia Wurtzbach          | Filipine                   | Las Vegas, Statele Unite ale Americii               |
| 2016 | Iris Mittenaere        | Franța                     | Metro Manila, Filipine                              |
| 2017 | Demi-Leigh Nel-Peters  | Africa de Sud              | Nevada, Statele Unite ale Americii                  |
| 2018 | Catriona Gray          | Filipine                   | Bangkok, Thailanda                                  |
| 2019 | Zozibini Tunzi         | Africa de Sud              | Georgia, Statele Unite ale Americii                 |
| 2020 | Andrea Meza            | Mexic                      | Florida, Statele Unite ale Americii                 |
| 2021 | Harnaaz Sandhu         | India                      | Eilat, Israel                                       |

Notă: (1) Oksana Fiodorova a fost descalificată la 23 septembrie 2002, următoarea concurentă, Justine Pasek din Panama, fiind propulsată pe primul loc.

## Galeria câștigătoarelor

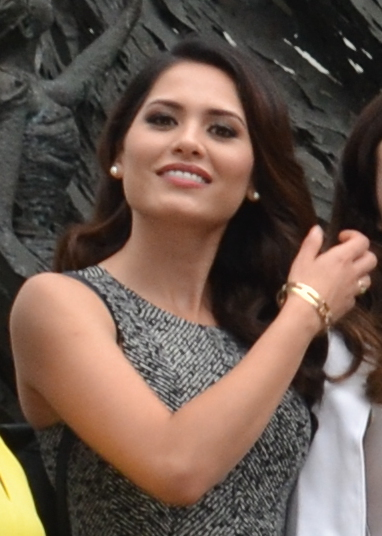
Miss Univers 2020 Andrea Meza, Mexic
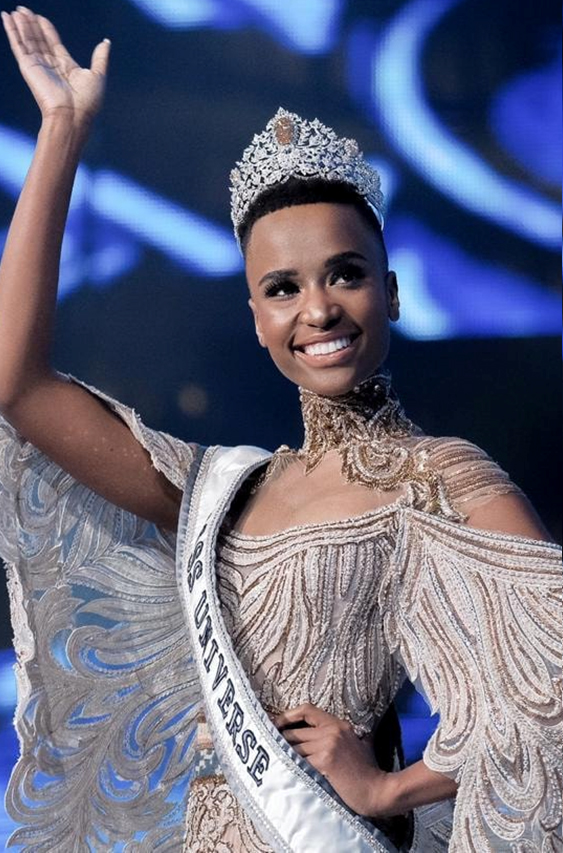
Miss Univers 2019 Zozibini Tunzi, Africa de Sud
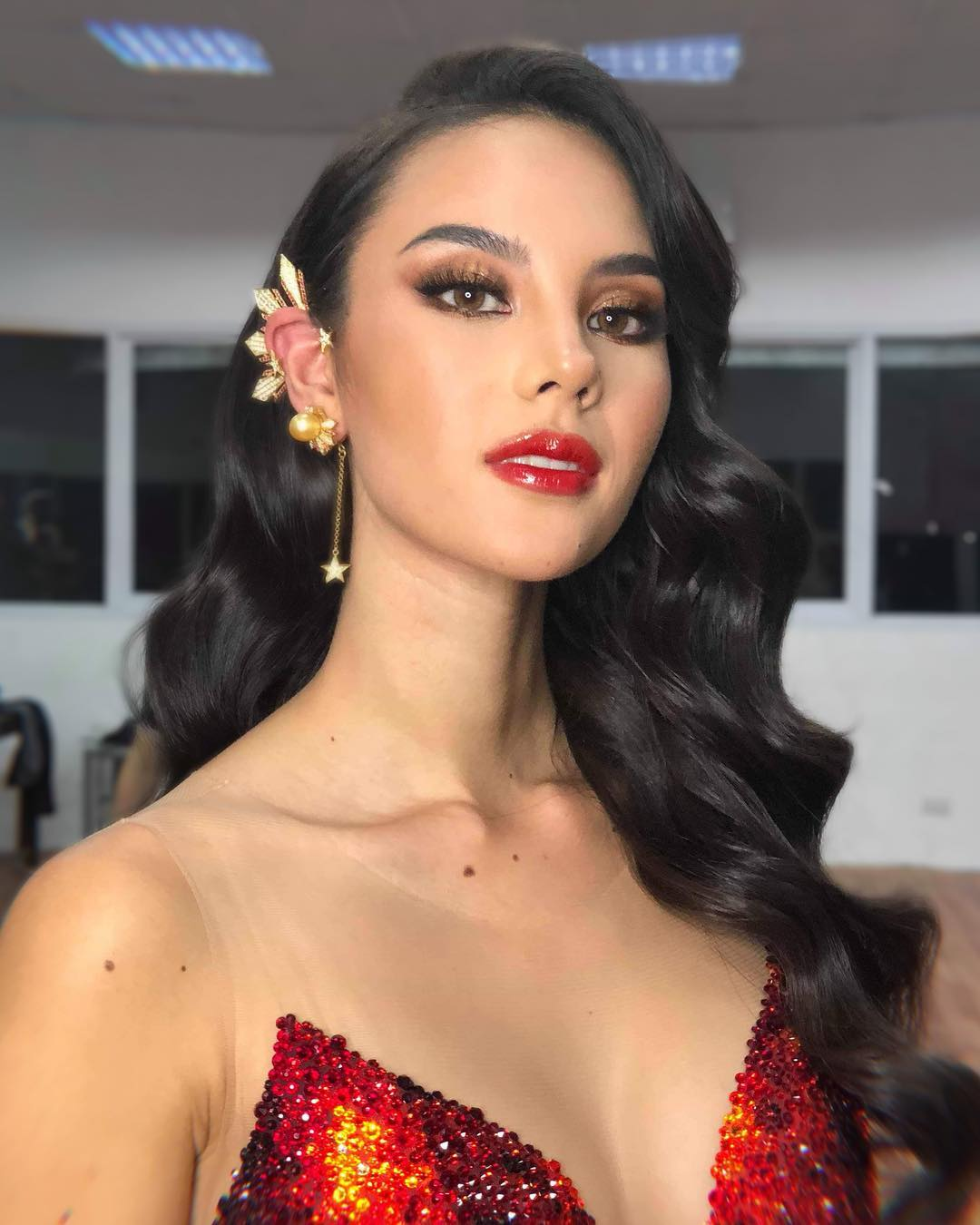
Miss Univers 2018 Catriona Gray, Filipine
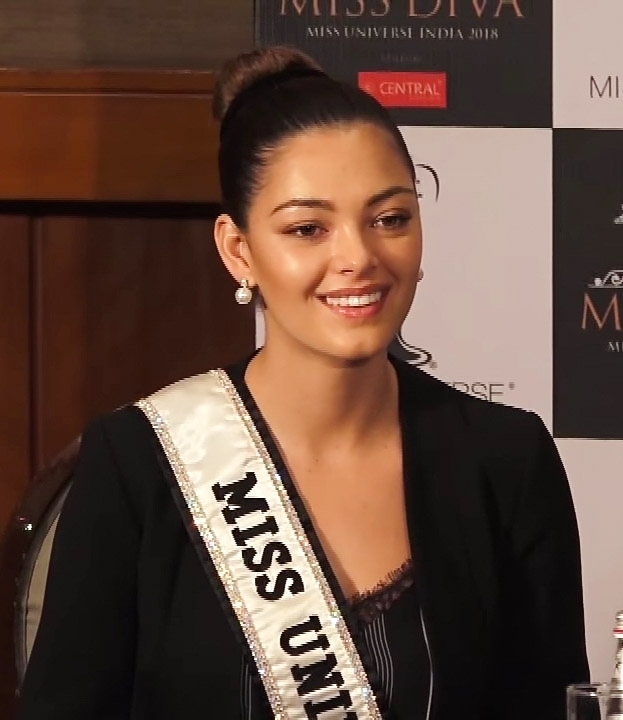
Miss Univers 2017 Demi-Leigh Nel-Peters, Africa de Sud
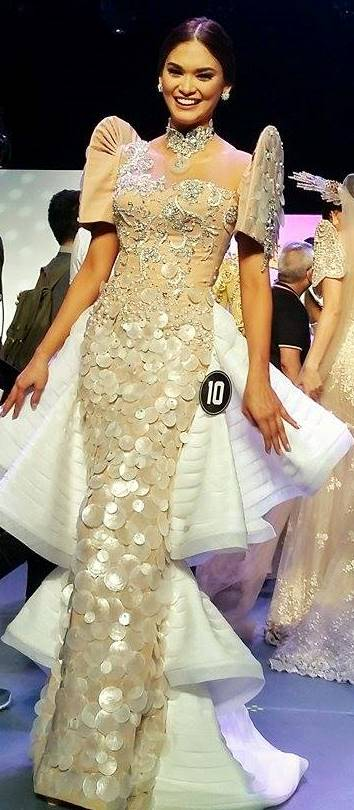
Miss Univers 2015 Pia Wurtzbach, Filipine
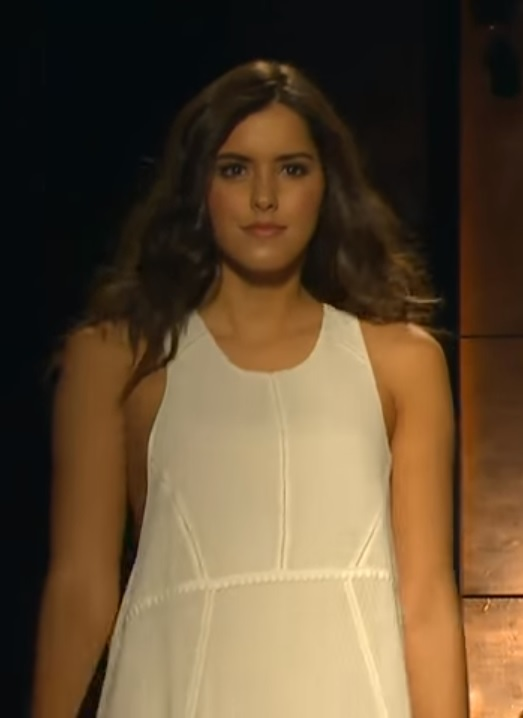
Miss Univers 2014 Paulina Vega, Columbia
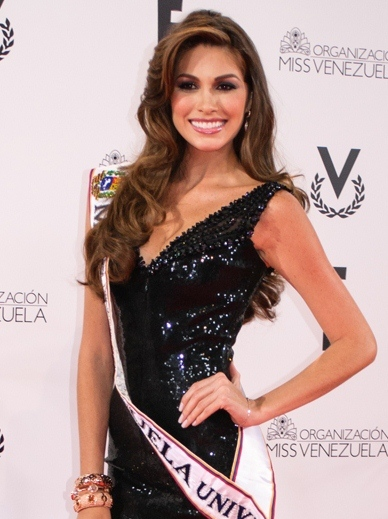
Miss Univers 2013 Gabriela Isler, Venezuela
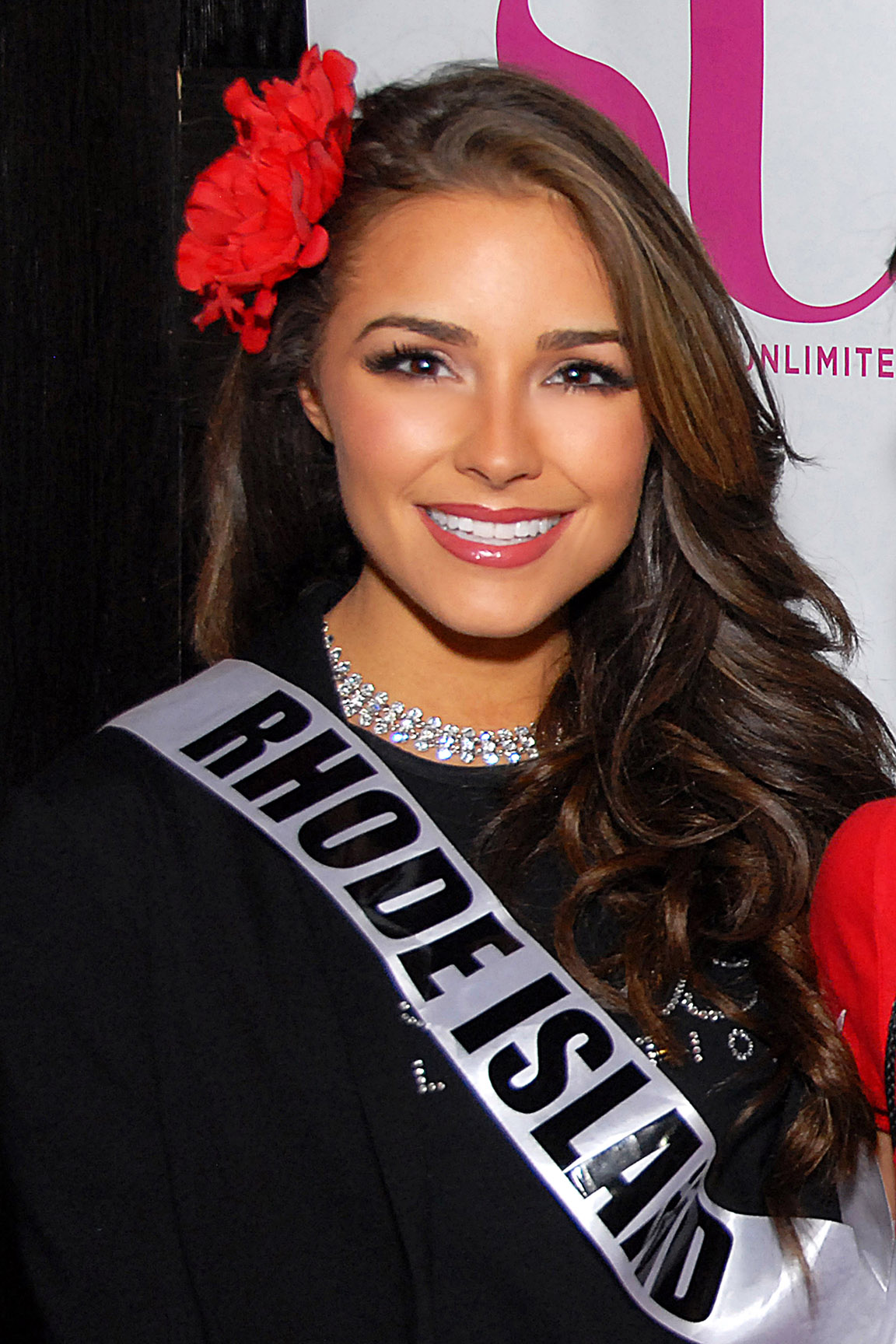
Miss Univers 2012 Olivia Culpo, SUA
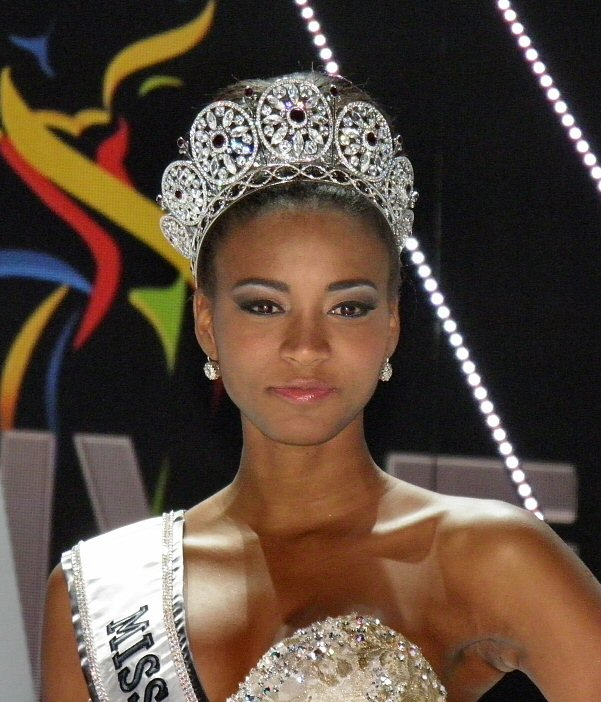
Miss Univers 2011 Leila Lopes, Angola
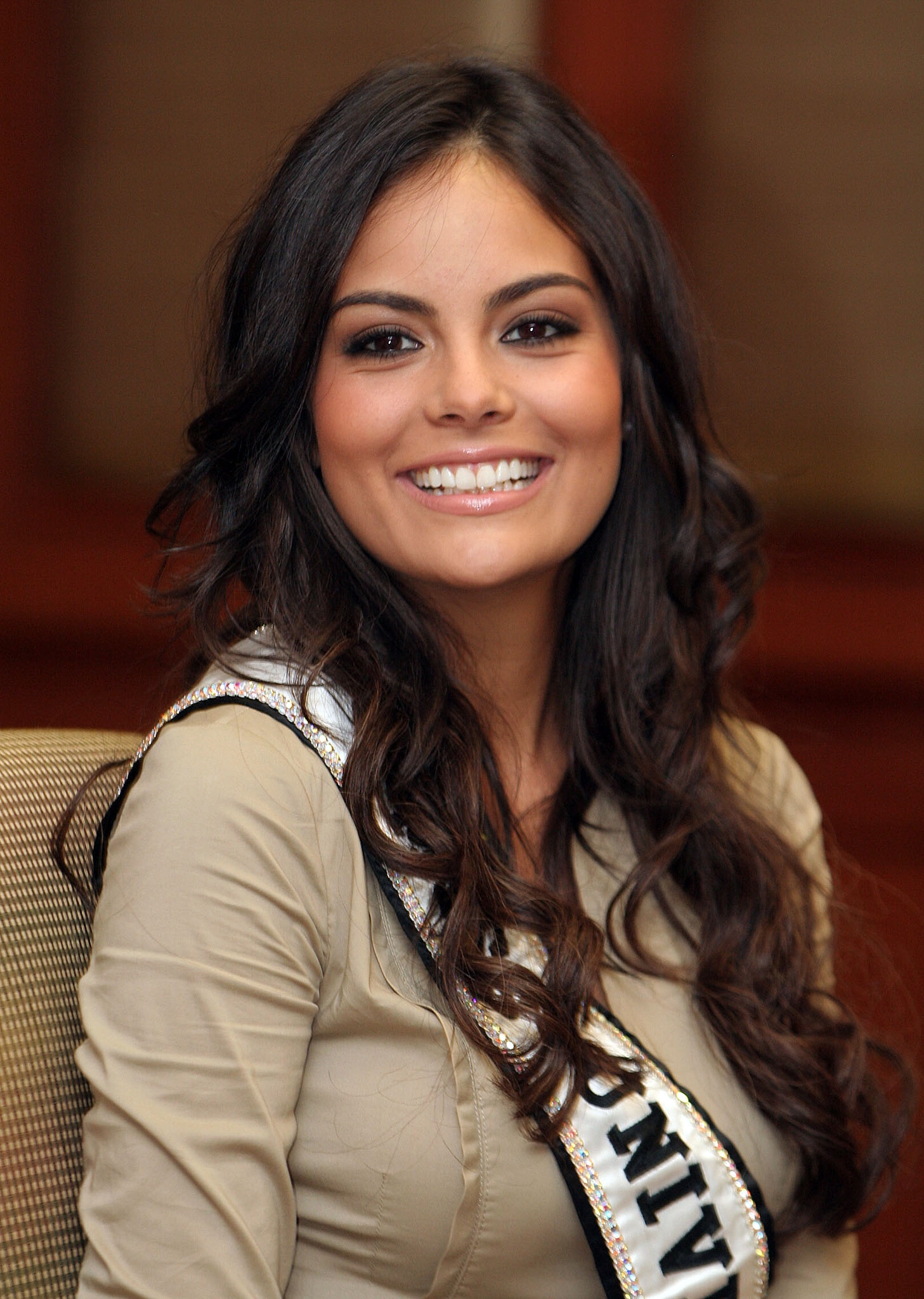
Miss Univers 2010 Ximena Navarrete,Mexic
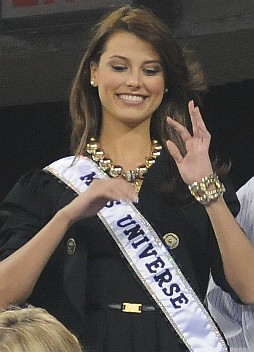
Miss Univers 2009 Stefanía Fernández, Venezuela
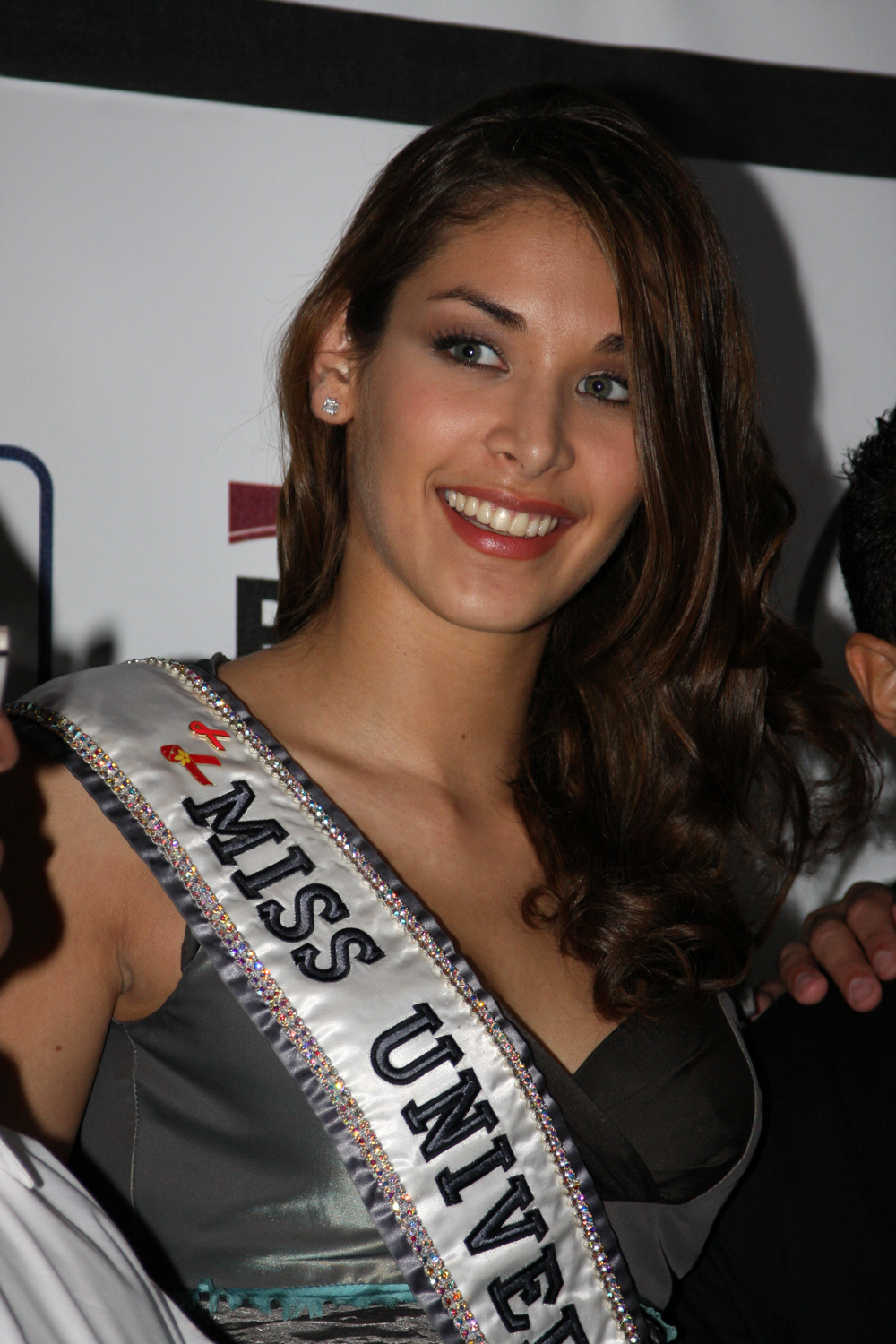
Miss Univers 2008 Dayana Mendoza, Venezuela
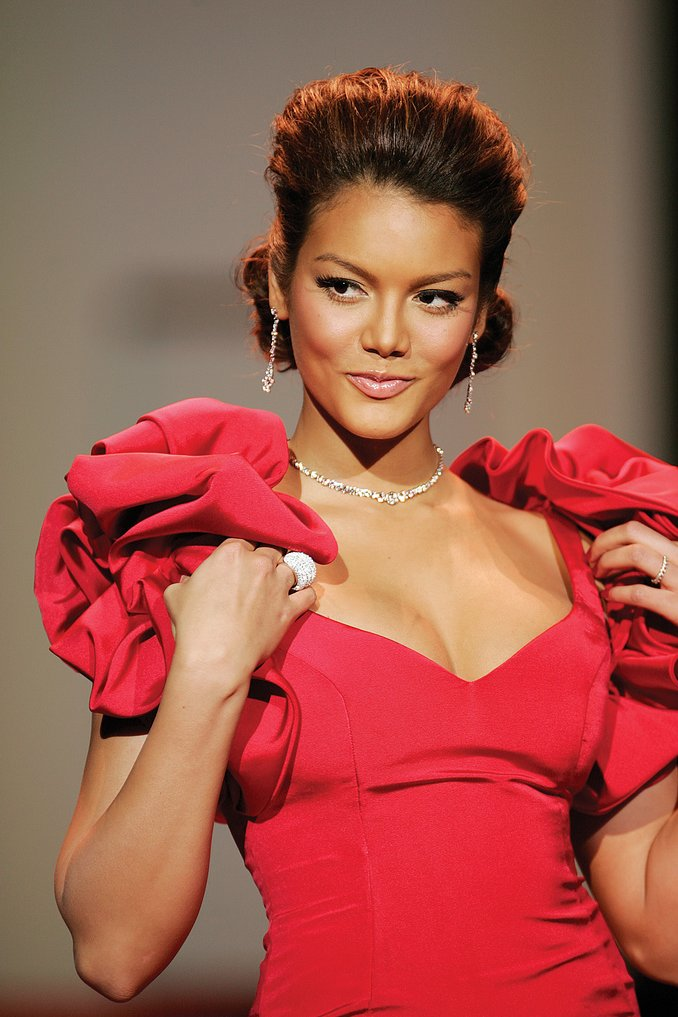
Miss Univers 2006 Zuleyka Rivera, Puerto Rico
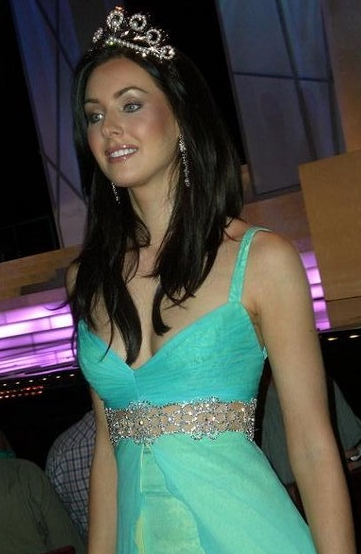
Miss Univers 2005 Natalie Glebova, Canada
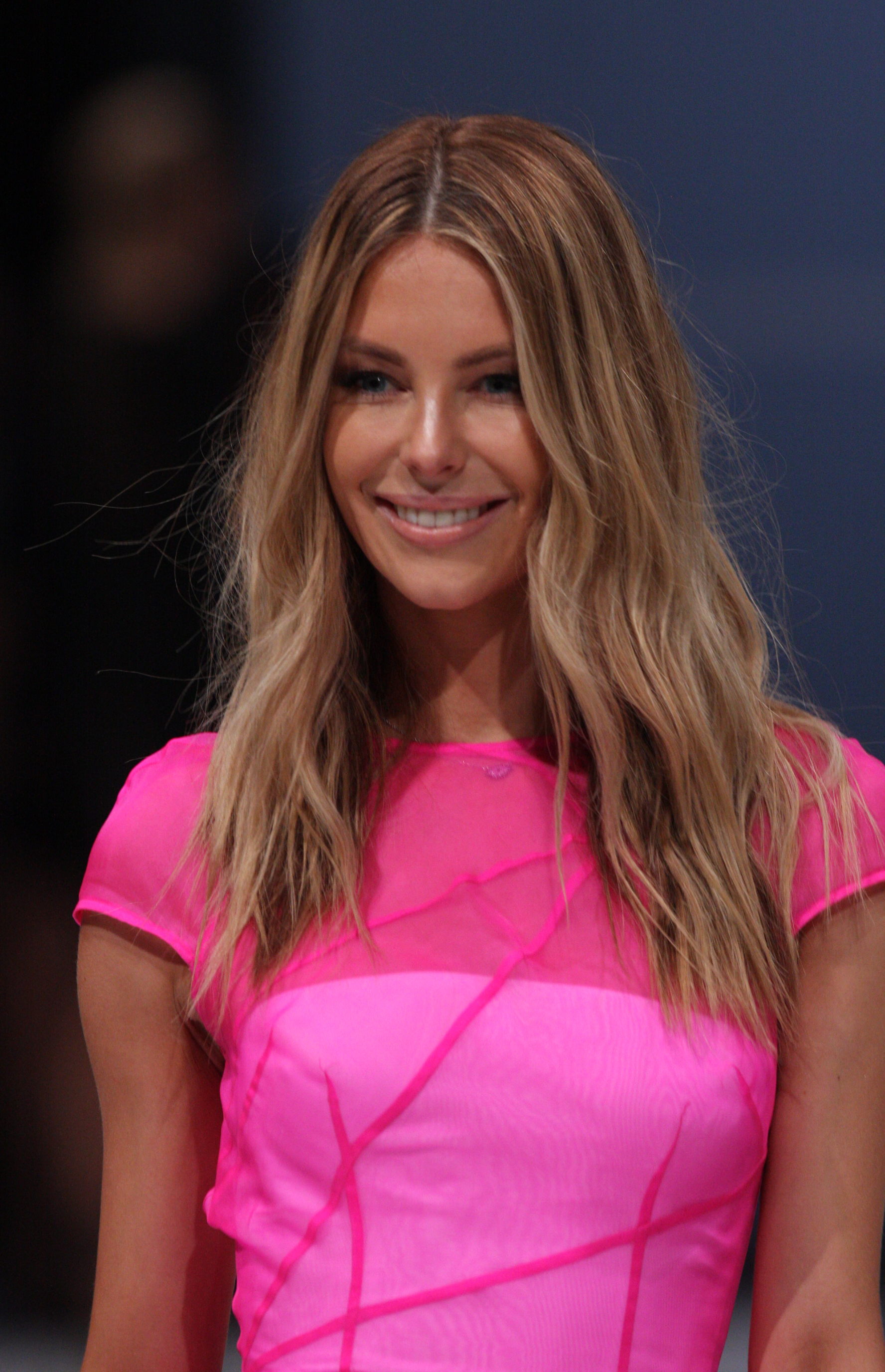
Miss Univers 2004 Jennifer Hawkins, Australia
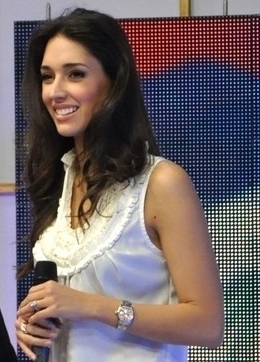
Miss Univers  2003 Amelia Vega, Republica Dominicană
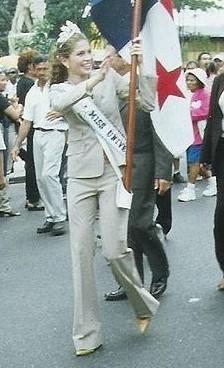
Miss Univers 2002 Justine Pasek, Panama
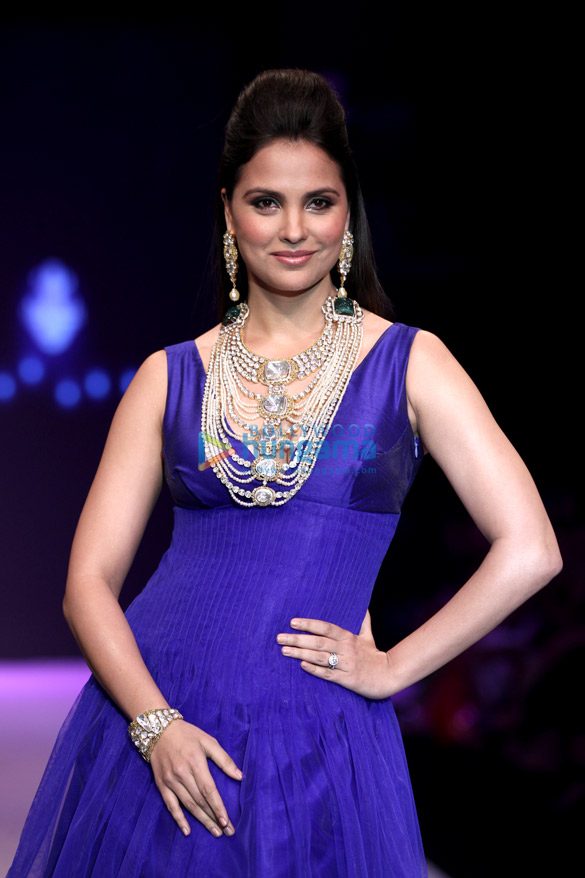
Miss Univers 2000 Lara Dutta, India
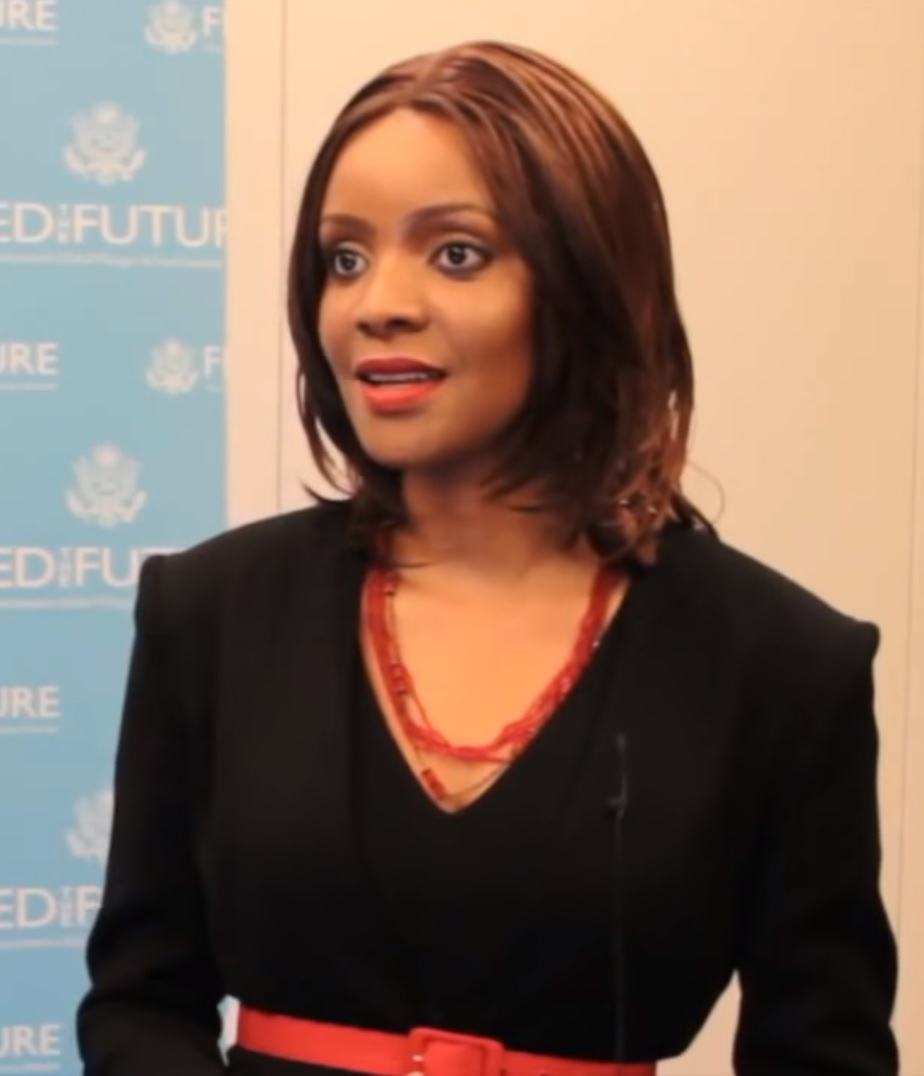
Miss Univers 1999 Mpule Kwelagobe, Botswana
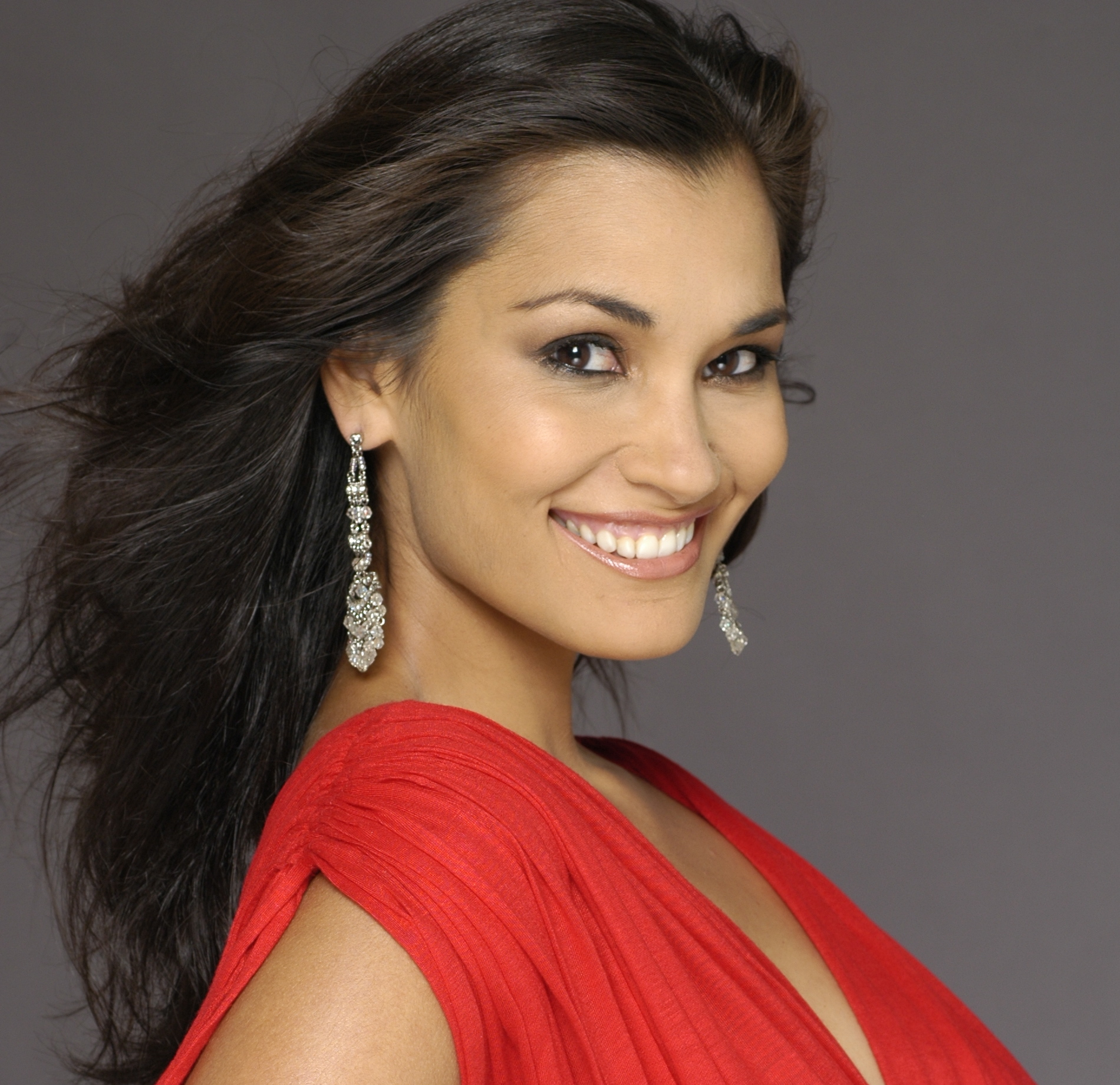
Miss Univers 1997 Brook Lee, SUA
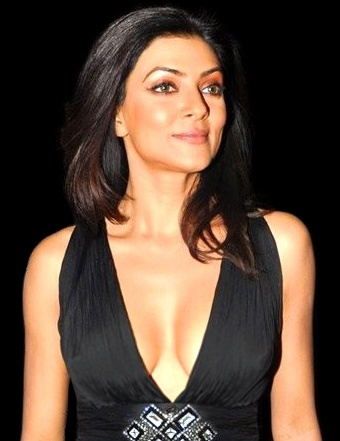
Miss Univers 1994 Sushmita Sen, India
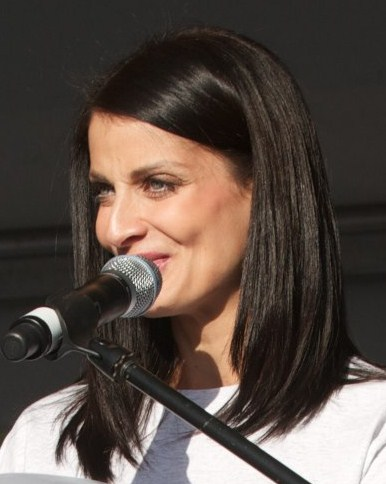
Miss Univers 1993 Dayanara Torres, Puerto Rico
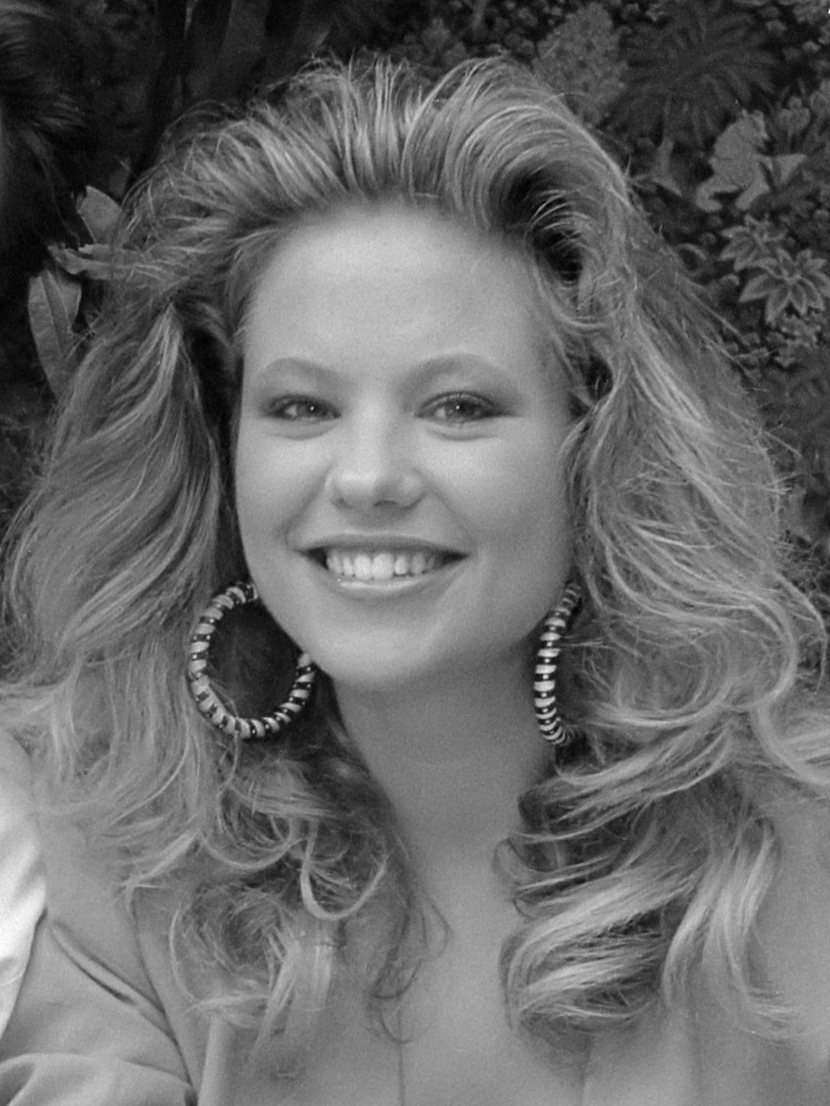
Miss Univers 1989 Angela Visser, Olanda
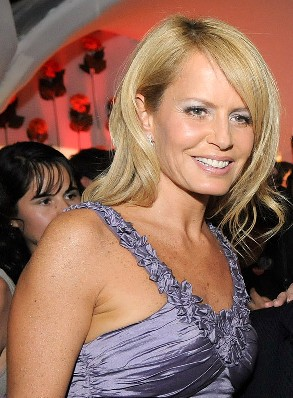
Miss Univers 1987 Cecilia Bolocco, Chile
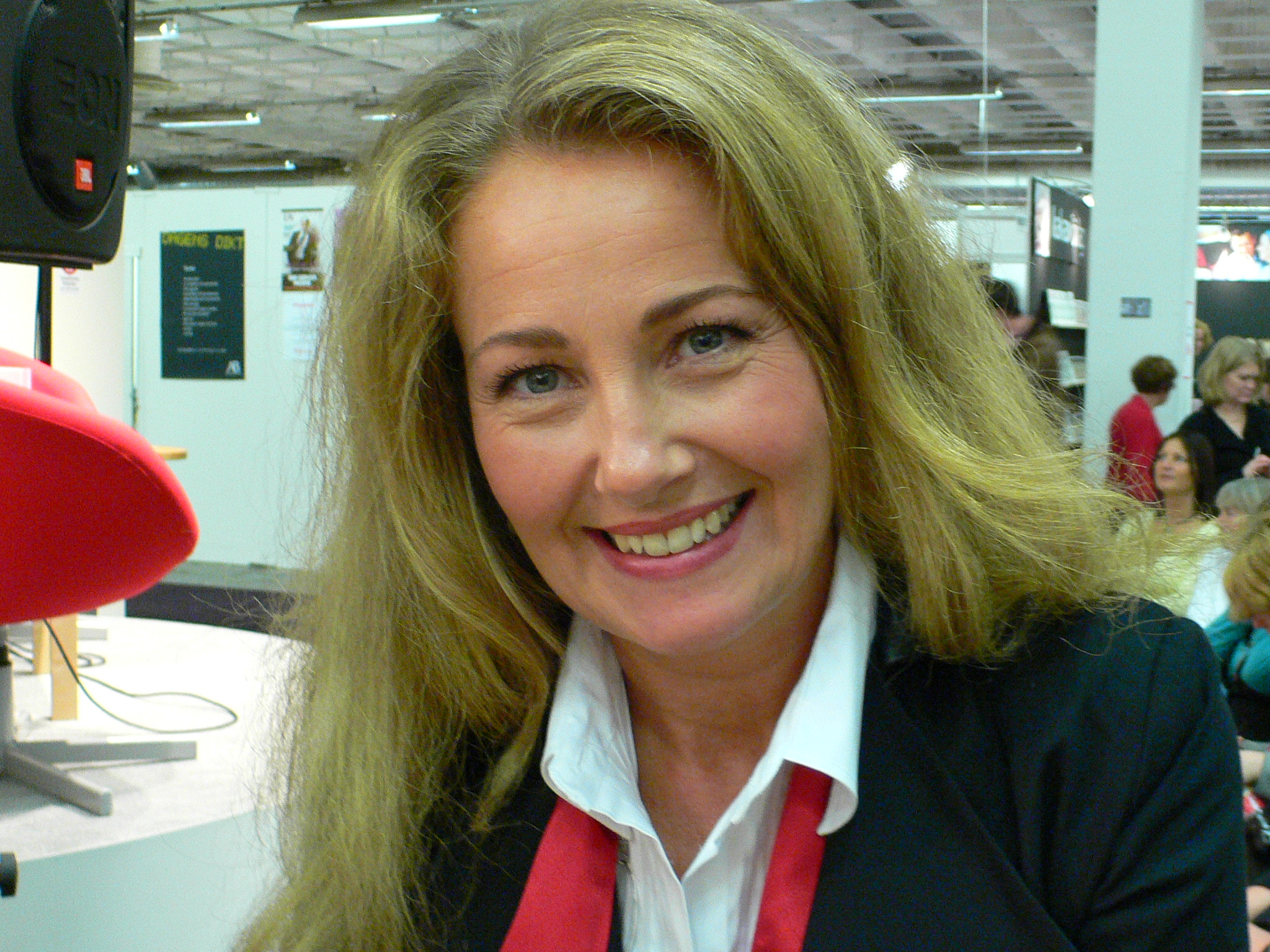
Miss Univers 1984 Yvonne Ryding, Suedia
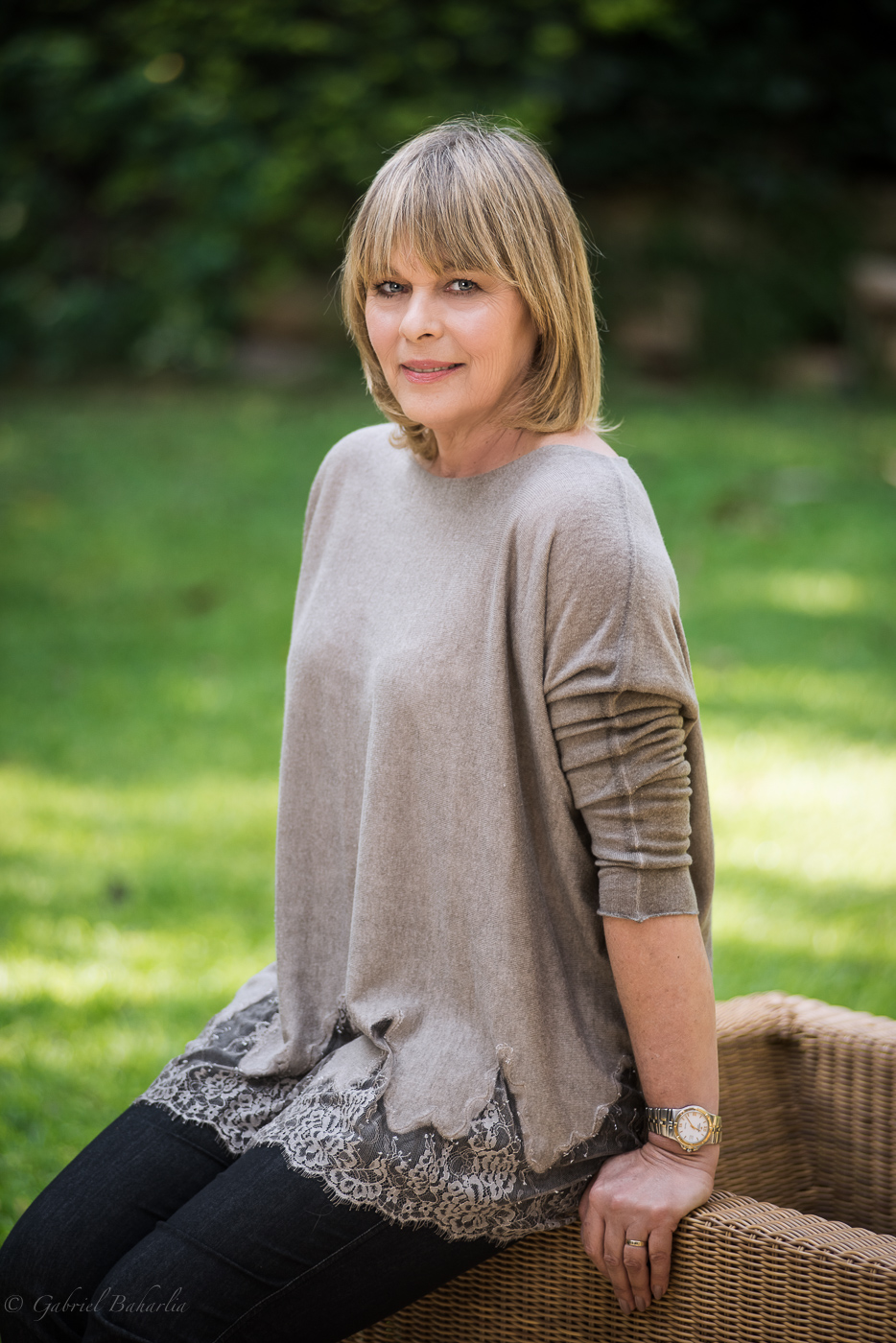
Miss Univers 1976 Rina Mor, Israel
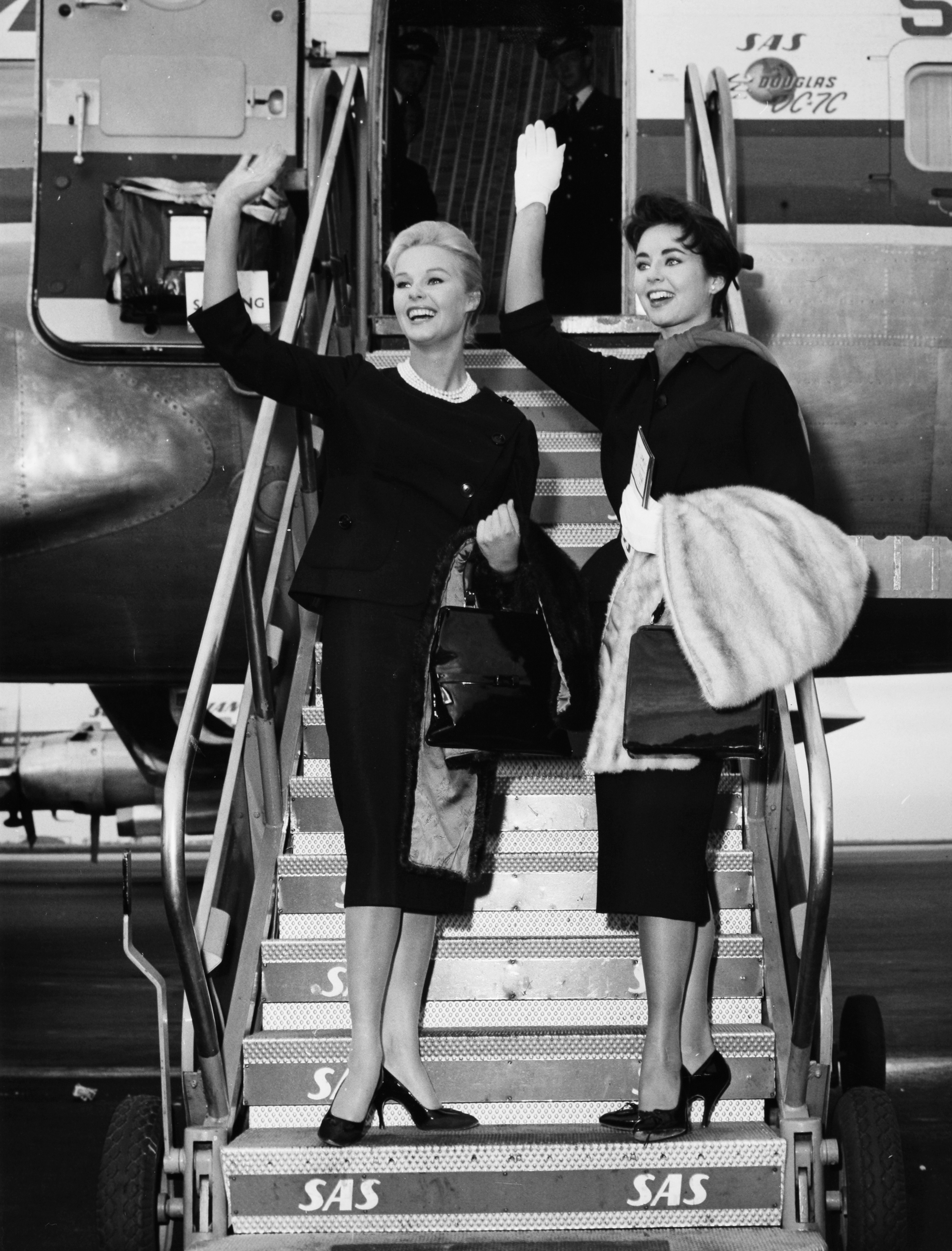
Miss Univers 1956 Carol Morris, SUA
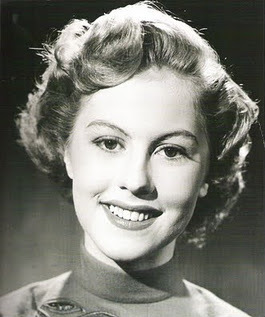
Miss Univers 1952 Armi Kuusela, Finlanda